# Igor Rosa
Igor Rosa je inovativni slovenski industrijski oblikovalec, rojen leta 1947 v Podnanosu.

## Življenje in delo
Igor Rosa se je rodil v Podnanosu, talent pa je podedoval po očetu mizarju, ki je je bil inovator in se je rad loteval izumov in reševanja tehničnih težav v domačem okolju.
Več tehničnega znanja je pridobil na srednji kovinarski šoli v Kopru in se zatem leta 1971 zaposlil v Tomosu, v delavnici, kjer so izdelovali različne dele za prototipe po načrtih inženirjev.
Vpisal se je na zasebno šolo za industrijsko in grafično oblikovanje ter fotografijo Università Internazionale dell'Arte in na Accademio di Belle Arti v Benetkah, kjer je uspešno študiral, vendar mu skromna tomosova štipendija ni zadostovala za bivanje in študij, zato je poleg študija popravljal karambolirane avtomobile in jih prodajal. Igor Rosa je z odliko diplomiral leta 1977 in se po vrnitvi v Jugoslavijo zaposlil v Tomosovem razvojnem inštitutu. 

## Oblikovanje motociklov
Leta 1980 je v Tomosu prevzel oblikovanje modelov motociklov, leta 1982 pa je bil krajši čas na Royal College of Art v Londonu, kjer je izdelal futuristično zasnovo trikolesnika.
Njegov pristop je odločilno pripomogel k oblikovanju modelov ATX, BT in CTX, ki si delijo več skupnih elementov, kar je racionaliziralo proizvodnjo. Igor Rosa je za oblikovanje motocikla Tomos ATX 50 c dobil dve oblikovalski nagradi: Slovenian Design Award 2004 in Timeless Slovenian Design.
Krajši čas je preučeval tržne razmere v branži motociklov v ZDA in na podlagi tega zasnoval motocikel z drugače umeščenim bencinskim tankom. Če je imel poprej Tomosov moped rezervoar za gorivo v okvirju motorja, je Rosa leta 1986 postavil rezervoar na vrh in s to zasnovo je lahko Tomos na trgu v ZDA uspešno prodajal model Tomos TT Bullet Amerika.
Za Tomos je v celoti Igor Rosa zasnoval sedem motociklov, ki so potem doživeli serijsko proizvodnjo, narisal pa je še na desetine drugih študij, zasnov in rešitev motociklov, ki so jih uresničili še z drugimi strokovnjaki ali pa tudi niso prišli na trg. Rosa je avtor več kot 70 idejnih rešitev za Tomos, sicer pa je na Bienalu industrijskega oblikovanja nastopil s 33 svojimi projekti, ki so jih tudi serijsko izdelovali. Po njegovih načrtih so izdelali več kot 1,5 milijona Tomosovih koles z motorjem in motociklov, ki so se prodajali okoli 30 let.

## Drugi oblikovalski presežki
Med izstopajočimi projekti je bilo leta 1984 vozilo  Hobby BY Bus, sprva namenjeno prevozu turistov na plažo, za katerega je prejel nagrado »funny car«, ki so jo razpisali v Avditoriju Portorož. Proizvodnjo so prevzeli v nekdanji ljubljanski Avtomontaži, kjer so izdelali serijo zgolj 33 teh napol odprtih turističnih minibusov, ki so več let vozili med Piranom in Lucijo in v drugih turističnih krajih.
Pri svojem oblikovanju je Igor Rosa vizionar, saj so nekatere oblike avtobusov, motociklov, sesalnikov za prah in drugih izdelkov, aktualne in moderne še danes, saj je izhajal iz vidika uporabnosti, učinkovitosti in izvedljivosti. Pri snovanju je poleg estetike in modnih trendov upošteval tudi ergonomijo in vidik, kako produkt izdelati, da bo tudi finančno sprejemljiv za proizvodnjo in trg.
Igor Rosa se je med drugim ukvarjal tudi z oblikovanjem notranjosti reševalnih vozil, ki jih prilagodil potrebam medicinskega osebja, alpinistične opreme, aspiratorjev tekočin za zdravstvo, elektronskih naprav za merjenje gledanosti TV postaj, uspešno je bilo tudi njegovo komunalno vozilo za čiščenje ulic RIKO 45.

## Druge nagrade
Igorju Rosi je Društvo oblikovalcev Slovenije leta 2022 podelilo nagrado za življenjsko delo.